# Baumstam
Baumstam ist eine Rockband aus Witten. Die Rockband wurde 1972 von Gerd Stracke, Ulrich Klawitter, Michael Lobbe und Michael Willecke gegründet. Ab 1974 ersetzte der Dortmunder Volker Wobbe den Bassisten Michael Willecke. 1977 trennte sich die Band, die 2004 schließlich ihre Reunion feierte. Für Michael Lobbe kam Ulrich Klawitters Sohn Adrian Klawitter hinzu.

## Geschichte

### 1972–1977: Gründung und erste Bandjahre
Gegründet wurde Baumstam 1972 von Gerd Stracke, Ulrich Klawitter, Michael Lobbe und Michael Willecke. In den ersten Jahren spielte die Band in ganz Deutschland auch große Hallen und Open-Air-Konzerte. Der Sound mit zwei „Heavy-Fuzz“-Gitarren ging als wegweisend in die deutsche Rockgeschichte ein. 1975 wurde die LP On Tour produziert. Diese LP hat heute in Sammlerkreisen Kultstatus und wird mit bis zu 600 Euro gehandelt. Die Songs werden auch heute noch zum Beispiel in den USA von verschiedenen Radiosendern ausgestrahlt. 1977 trennten sich die Musiker, da man sich nicht einigen konnte, das Plattenvertragsangebot der Deutschen Grammophon anzunehmen.

### 1977–2004: Zwischenzeit
Zwischen 1977 und 2004 verloren sich die fünf Mitglieder zwar gegenseitig aus den Augen, aber nie den Hang zur Musik. So spielten Gerd Stracke und Ulrich Klawitter auch später noch unabhängig voneinander in unterschiedlichen Wittener Bands.

### Seit 2004: Wiedergründung und Folgejahre
Anfang 2004 trafen sich die Musiker von Baumstam anlässlich einer Reissue der Platte On Tour wieder. Für Michael Lobbe stieß der junge Gitarrist und Keyboarder Adrian Klawitter hinzu. Im Januar 2005 erschien die LP/CD Dreams of Yesterday mit neuen Songs im typischen Baumstam-Stil. Anna Weigand (Gesang, Flöte, Percussion) unterstützte den Gesang bei dieser Musikproduktion und blieb von 2004 bis August 2006 in der Band. In den letzten Jahren kamen neuere Einflüsse auch durch Adrian Klawitter hinzu, wobei Baumstam nie den Bezug zur eigenen Geschichte verlor. Seit Anfang 2005 konnte man Baumstam wieder live erleben und gab somit den Freunden rockiger Musik auf dem Boden der 1970er Jahre die Gelegenheit z. B. auf dem Ümminger Summertime Festival, im RIFF (Bochum) und dem FZW (Dortmund) sich der Musik zu erfreuen. Seit 2007 tourt Baumstam mit noch und wieder aktiven Bands aus der Krautära, wie z. B. Jane, Epitath und Birth Control oder war z. B. als Support für Stan Webb´s Chicken Shack zu erleben. 2008 gab es Gastspiele in Frankreich. Nach der Studio-CD Moment im Jahr 2008 erschien eine weitere Reissue der On Tour mit zwei neuen Liedern und Ende 2009 eine Live-CD und DVD der „Dusty Roads-Tour 2009“. Von Anfang 2009 bis März 2010 war die Band durch den Gitarristen Roman Ronzon verstärkt. Volker Wobbe nahm im Januar 2010 Abschied von der Bühne. Neuer Bassist der Band ist Jens Gubert. Im November 2011 wurde Rex Dehnhardt in die Band aufgenommen. Er spielt Keyboard. Zum 40. Bandgeburtstag ist im März 2012 das neue Studioalbum 72 – 12 = 40 (40th Anniversary) auf CD und LP veröffentlicht worden. Baumstam ist auf der 40th Anniversary Tour wieder live zu erleben.

## Diskografie
Alben
- 1975: On Tour
- 1994: On Tour (Re-Mastered Version, mit 4 Bonus-Tracks)
- 2004: Dreams of Yesterday
- 2007: Moment
- 2008: On Tour (Reissue, mit 2 neuen Bonus-Tracks)
- 2009: Dusty Roads Tour (Live-CD und DVD)
- 2012: 72 – 12 = 40 (40th Anniversary)